# 棋斑水游蛇
棋斑水游蛇（學名：Natrix tessellata）是蛇亞目新蛇科下的一個無毒蛇種，主要分布於歐亞地區。

## 特徵
雌性的棋斑水游蛇體型較雄性為大，牠們體長最長可達1至1.3米。棋斑水游蛇的身體顏色偏向灰綠色和棕色，或接近黑色，背部有黑點狀的斑紋。腹部有時會呈黃色或橙色一類鮮艷的顏色，加上分布著黑色的斑點，看起來像一粒骰子，因此在西方棋斑水游蛇亦被稱為「Dice snake」，即骰子蛇之意。
棋斑水游蛇主要進食魚類，因此牠們經常居於近河流或湖畔的地方。有時候牠們亦會捕食兩棲動物，如蛙類、蟾蜍等。此蛇種不能分泌毒素，作為自衛手段牠們會在感應到危機的時候從泄殖腔位置釋放強烈的異味。另外，牠們亦會利用假死法來欺騙對手，讓自己得以脫險。
處於交配期時（約為三月至五月）棋斑水游蛇會聚集成群體，互相選擇對象。在七月左右雌蛇會開始產卵，其生產量每次約有10至30枚蛇卵。約於九月時候，幼蛇就會孵化。十月至四月期間，棋斑水游蛇會躲進接近水源而又乾爽的洞穴裡進行冬眠。

## 地理分布
棋斑水游蛇主要分布於歐洲及亞洲，包括中國、巴基斯坦、以色列、埃及、伊拉克、德國、瑞士、奧地利、法國、比利時、克羅地亞、斯洛文尼亞、波斯尼亞黑塞哥維那、黑山、北馬其頓、塞爾維亞、意大利、捷克、阿爾巴尼亞、羅馬尼亞、保加利亞、匈牙利、土耳其、希臘、塞浦路斯、阿富汗、俄羅斯、亞美尼亞、烏克蘭、阿塞拜疆、格魯吉亞、哈薩克斯坦、土庫曼斯坦、塔吉克斯坦、烏茲別克斯坦、吉爾吉斯、約旦、敘利亞及也門等地方。